# Cobble Hill Tunnel
Le Cobble Hill Tunnel, également appelé l'Atlantic Avenue Tunnel, est un tunnel ferroviaire abandonné situé sous l'avenue Atlantic Avenue, dans le quartier (borough) Brooklyn, à New York. Il doit son nom au quartier Cobble Hill (en).

C'est historiquement le premier tunnel ferroviaire situé sous une rue construit aux États-Unis,.
Il faisait partie du réseau ferroviaire Brooklyn and Jamaica Railroad, ensuite appelé Atlantic Avenue Railroad, maintenant intégré dans le Long Island Railroad.

## Historique
La construction débute en mai 1844, et le tunnel est mis en service le 3 décembre 1844. Cependant, sa construction ne se termine que 1er janvier de l'année suivante.